# 379
| 379                |
| ------------------ |
| Dødsfald - Fødsler |
|                    |

| Gregoriansk kalender | 379 CCCLXXIX            |
| Ab urbe condita      | 1132                    |
| Armensk kalender     | I/T                     |
| Kinesiske kalender   | 3075 – 3076 戊寅 – 己卯 |
| Etiopisk kalender    | 371 – 372               |
| Jødisk kalender      | 4139 – 4140             |
| Hindukalendere       |                         |
| - Vikram Samvat      | 434 – 435               |
| - Shaka Samvat       | 301 – 302               |
| - Kali Yuga          | 3480 – 3481             |
| Iransk kalender      | 243 BP – 242 BP         |
| Islamisk kalender    | 251 BH – 250 BH         |

Se også 379 (tal)